# Metodo omega
Il metodo omega (metodo ω) è una metodologia di calcolo strutturale, per stimare la resistenza reale di una trave che ha una snellezza intermedia tra una trave tozza, che si rompe per semplice compressione, e una trave idealmente snella, che invece si rompe per instabilità una volta raggiunto il carico critico di Eulero.
Ludwig von Tetmajer eseguì prove a compressione su gruppi di aste di un certo materiale, con ugual sezione, ma di lunghezze diverse e tradusse i risultati di tali prove in un grafico in cui riportava i carichi di collasso (da cui si può risalire al valore di numero di Young, conoscendo il modulo elastico e la sezione delle travi che aveva impiegato) al variare delle snellezze dei provini.
Per travi tozze, con snellezze inferiori a un valore critico la rottura avviene in modo prismatico, cioè con forte plasticizzazione e la tensione di rottura σ{\displaystyle _{r}} è costante e non si osserva la dipendenza dalla snellezza λ (σ{\displaystyle _{r}} = tensione di rottura a compressione).
Per le travi snelle invece il carico di rottura dipende dalla snellezza. In particolare, il carico di collasso cala con l'aumentare della snellezza ed il provino cede per inflessione laterale.
In questo campo l'espressione analitica del carico di collasso può essere posta in forma lineare in funzione di λ; ciò vale sino al valore di λlimite, oltre il quale vale la legge di Eulero.
Per le applicazioni pratiche i risultati suddetti vengono riportati in apposite tabelle, dove per ogni valore di λ si dà il corrispondente valore di un coefficiente ω:
{\displaystyle \omega ={\frac {\sigma _{r}}{\sigma (\lambda )}}}
Dunque la verifica di un'asta compressa avverrà nel seguente modo:
- si sceglie il materiale, di cui si calcola la tensione ammissibile σ e si conosce il modulo di Young E
- si calcola la snellezza della trave ipotizzata, nota la sua geometria (lunghezza e raggio di inerzia): λ = l0/ρmin
- si calcola il numero di Young σ/E
- se λ ≤ 20 si verifica a semplice compressione: σ ≤ K.
- se 20 < λ < 100 si impiega il valore di ω.
- se λ > 100, si verifica che λ sia inferiore al limite di snellezza di Eulero (pi greco per la radice del numero di Young)